# Condado de Menominee (Wisconsin)
O Condado de Menominee é um dos 72 condados do Estado americano do Wisconsin. A sede do condado é Keshena, e sua maior cidade é Keshena. O condado possui uma área de 945 km² (dos quais 18 km² estão cobertos por água), uma população de 4 562 habitantes, e uma densidade populacional de 5 hab/km² (segundo o censo nacional de 2000). O condado foi fundado em 1961.